# 壳纹船卵蚤
壳纹船卵蚤（学名：Scapholeberis kingi）为溞科船卵蚤属的动物。分布于亚洲南部、欧洲南部、拉丁美洲、南非洲、大洋洲、台湾岛以及中国大陆的广东、福建、江苏、江西、湖南、湖北、四川、河北、吉林、黑龙江、云南、贵州、陕西、甘肃、青海、西藏等地，属于嗜暖性物种。其常生活于水坑、池沼等小型水域以及水稻田中，也可生活在水温高达35°C的温泉中。